# ولسوالی پلخمری
ولسوالی پُلِ خُمری یکی از ۱۵ ولسوالی ولایت بغلان، به مرکزیت شهر پلخمری در شمال افغانستان است. پُلِ خُمری از ولسوالی‌های درجه اول و صنعتی ولایت بغلان بوده، ۶۴۰ کیلومترمربع مساحت دارد و یازدهمین ولسوالی بزرگ بغلان می‌باشد. این ولسوالی با ۲۴۲٬۸۵۹ نفر جمعیت در سال ۱۳۹۹، پر جمعیت ولسوالی ولایت بغلان است.

## جغرافیا
ولسوالی پُلِ خُمری از شمال با ولسوالی‌های بغلان جدید، از شرق با ولسوالی نهرین و از جنوب با ولسوالی‌های دهنه‌غوری و دوشی محدود می‌باشد. پلخمری مرکز این ولسوالی ۲۰۴ کیلومتر از کابل فاصله دارد و بر سر راه کابل-مزارشریف واقع شده‌است.
ولسوالی پُلِ خُمری از ولسوالی‌های سرسبز و صنعتی ولایت بغلان است که حدود ۳۹۴ نفر در هر کیلومتر مربع آن زندگی می‌کنند. آب و هوای پُلِ خُمری گرم و مرطوب است و متوسط دما ۱۸ درجه سانتی‌گراد است. گرم‌ترین ماه آن، ماه اسد با ۳۲ درجه سانتی‌گراد و سردترین ماه آن، ماه دلو با ۲ درجه سانتی‌گراد می‌باشد. میزان بارش به‌طور میانگین ۶۹۸ میلی‌متر در سال است. مرطوب‌ترین ماه آن، ماه حوت با ۱۹۷ میلی‌متر و خشک‌ترین ماه آن، ماه اسد با ۲ میلی‌متر بارندگی است.